# زاب جودا
زاب جودا (انگلیسی: Zab Judah؛ زادهٔ ۲۷ اکتبر ۱۹۷۷) بوکسور اهل ایالات متحده آمریکا بود.